# Jay-Jay Okocha
Augustine Azuka "Jay-Jay" Okocha (Enugu, 14 de agosto de 1973) é um ex-futebolista nigeriano que atuava como meio-campista.
Um dos maiores jogadores da história da Seleção Nigeriana, disputou as Copas do Mundo FIFA de 1994, 1998 e 2002. O apelido inicial de Okocha era "Jay", mas por ter tido um treinador gago durante a sua estadia no Paris Saint-Germain, a alcunha passou rapidamente para "Jay-Jay", ficando assim mundialmente conhecido.
Jogador de grande habilidade conhecido pelos seus dribles e sua técnica, era capaz de jogar com as duas pernas (ambidestria).

## Carreira

### Início
Começou a carreira em 1990, no Enugu Rangers, e em 1993 se mudaria para a Alemanha, defendendo Borussia Neunkirchen e Eintracht Frankfurt.

### Fenerbahçe
Jogaria também na Turquia, representando o Fenerbahçe. Em território turco, ganharia um segundo nome: Muhammet Yavuz.

### Paris Saint-Germain
Em 1998 foi contratado pelo Paris Saint-Germain. O nigeriano chegou para substituir o craque brasileiro Raí, que havia retornado ao futebol brasileiro. Vestindo a camisa 10, jogou por quatro temporadas na equipe francesa e chegou a atuar ao lado de Ronaldinho Gaúcho.

### Bolton Wanderers
Destacou-se também com a camisa do Bolton Wanderers, onde também atuou por quatro temporadas. O nigeriano chegou ao clube em junho de 2002, após ter sido destaque na Copa do Mundo FIFA daquele ano.

### Qatar SC, Hull City e aposentadoria
Nos últimos anos de sua carreira, Okocha ainda jogou por Qatar SC (entre 2006 e 2007) e Hull City (entre 2007 e 2008), mas sem o mesmo destaque de antes. Aposentou-se em 2008.

## Seleção Nacional
Okocha integrou a Seleção Nigeriana na Copa Rei Fahd de 1995, disputada na Arábia Saudita.[carece de fontes?] Aposentou-se dos Super Eagles em fevereiro de 2006, após a eliminação da Nigéria do Campeonato Africano das Nações.

## Títulos
Borussia Neunkirchen
- Taça Saarland: 1990 e 1992
- Oberliga Südwest: 1991

Fenerbahçe
- Copa do Primeiro Ministro: 1998
- Taça Atatürk: 1999

Paris Saint-Germain
- Supercopa da França: 1998
- Copa Intertoto da UEFA: 2001

Seleção Nigeriana
- Campeonato Africano das Nações: 1994
- Medalha de ouro nos Jogos Olímpicos: 1996

### Prêmios individuais
- Futebolista do Ano (Alemanha): 1993
- Futebolista Nigeriano do Ano: 1995, 1997, 2000, 2002, 2003, 2004 e 2005
- Seleção da Copa do Mundo FIFA: 1998 (reserva)
- Futebolista africano do ano da BBC: 2003 e 2004
- Jogador do mês da BBC: abril de 2003
- Jogador do mês da Premier League: novembro de 2003
- Melhor jogador do Campeonato Africano das Nações: 2004
- Artilheiro do Campeonato Africano das Nações: 2004 (4 gols)
- FIFA 100: 2004[7]
- Jogador do ano do Bolton Wanderers: 2004–05
- Seleção Nigeriana de Todos os Tempos - IFFHS: 2022[8]